# Hajdpark
Praski Przegląd Teatralny Hajdpark – ogólnopolski przegląd twórczości teatrów instytucjonalnych i offowych, grup i aktorów zawodowych oraz studentów szkół teatralnych z kraju i zagranicy. 
W czasie przeglądu odbywają się też dyskusje z twórcami, nocne pokazy fotografii, krótkich form filmowych i malarstwa współczesnego.
Hajdpark odbywa się w Teatrze Wytwórnia w Warszawie. Dyrektorem artystycznym pierwszych trzech edycji był Marcin Zawada. 

## Historia imprezy
Podczas dwóch pierwszych edycji Przeglądu zostało wystawionych na scenie Teatru Wytwórnia 19 przedstawień. Większość z nich to spektakle nagradzane i wyróżniane na festiwalach i przeglądach teatralnych czy w ramach konkursów Ministerstwa Kultury i Dziedzictwa Narodowego. 
W I edycji Hajdparku /22-27 sierpnia 2006/ udział wzięli:
1. Teatr Studyjny, Howie the Rookie, Łódź.
2. Teatr Kropka, Ellida, Australia.
3. Alina Czyżewska, Dziewictwo, monodram według W. Gombrowicza.
4. Alina Czyżewska, Czterdzieści dziewięć – monodram na podstawie Catherine Millet.
5. Teatr Dramatyczny, Beniowski, Białystok.
6. Teatr „Improwizacje”, Gąska, Białystok]
7. Grupa Koncentrat, 2moreless, Warszawa.

W II edycji Hajdparku /20-26 sierpnia 2007/zaprezentowano:
1. Teatr Za Lustrem, Zarah, Tarnowskie Góry.
2. Teatr Za Lustrem, Piaskownica, Tarnowskie Góry.
3. Teatr Delikates, B 612, Warszawa.
4. Teatr Krzyk, Szepty, Maszewo.
5. Scena Witkacego.wro, Zabawy pod kocykiem, Wasza wolność jest naszą decyzją, Prawy lewy na obcasie, Wrocław.
6. Białostocki Teatr Lalek, Baldanders, Białystok.
7. Formacja Cytryna, Opętanie czyli wzdęte łono, Wrocław.
8. Teatr Studyjny/Grupa Tran, Bash, Łódź.
9. Grupa Dorosłe Dzieci, Nietykalne, Warszawa.
10. Teatr Wytwórnia, De-naturat, Warszawa.

Podczas dwu wieczorów pod patronatem portalu onePhoto.net fotografie przedstawili: Halszka Brzóska, Jacek Graczyk, Ola Jeżowska Minarik, Konrad Król, Mikołaj Laskowski, Karolina Mostek, Paweł Repetowski, Piotr Rodzajewski, Jacek Seroczyński, Piotr Śliwiński, Dominik Tomaszczuk i Michał Zawada. W pozostałe dni pokazywane były fotografie autorstwa Zbigniewa Filipiaka, Michała Iwanowskiego, Marty Kosieradzkiej i Magdaleny Buczkowskiej oraz film Barbary Świąder Halucynacje Hrabiego von Zeit z muzyką zespołu Von Zeit (premiera warszawska).
W III edycji Hajdparku (18-24 sierpnia 2008) zostały zaprezentowane następujące spektakle:
1. Teatr Masarnia, Novalitka, Warszawa
2. Scena Prapremier InVitro, Nic co ludzkie, Lublin
3. Ad Spectatores, Historia, Historia II, Historia III, Wrocław
4. Teatr Dramatyczny w Warszawie, Laodamia, Warszawa
5. Teatr Per Se, Falling, Płock
6. Scena Witkacego.wro., Czerwone nie parzy, Wrocław
7. Teatr Krzyk, Głosy, Maszewo
8. Teatr im. Stefana Jaracza, Jackie. Śmierć i księżniczka, Olsztyn
9. Divadlo Kontra, Rum a vodka, Słowacja

Podczas przeglądu można było oglądać instalację still-night – stereoskopowe fotografie Pawła Świątka. Na teatralnym podwórku odbywały się pokazy fotograficzne i malarskie.